# Барвер
Барвер (њем. Barver) општина је у њемачкој савезној држави Доња Саксонија. Једно је од 47 општинских средишта округа Дипхолц. Према процјени из 2010. у општини је живјело 1.055 становника. Посједује регионалну шифру (AGS) 3251006.

## Географски и демографски подаци
Барвер се налази у савезној држави Доња Саксонија у округу Дипхолц. Општина се налази на надморској висини од 37 метара. Површина општине износи 25,9 km². У самом мјесту је, према процјени из 2010. године, живјело 1.055 становника. Просјечна густина становништва износи 41 становника/km².

## Међународна сарадња
| Мјесто | Држава    | Врста сарадње | Од    |
| ------ | --------- | ------------- | ----- |
|        | Француска | партнерство   | 1973. |
|        | Русија    | партнерство   | 1995. |
| Извор  |           |               |       |